# Partita
Partita was origineel gezien de naam voor een solomuziekstuk (in de 16e en 17e eeuw), maar Johann Kuhnau en latere Duitse componisten gebruikten de term voor verzamelingen van muziekstukken, dus als synoniem voor suite.
Partita wordt echter ook als aanduiding voor een vorm van een muziekstuk gebruikt.
Het woord 'partita' is afgeleid van de benaming van de zogeheten forma bipartita, ofwel de 'tweedelige vorm' (A-A' of A-B) of beter aangeduid: de 'tweeledige vorm'. Deze vorm bestaat meestal uit twee met elkaar in evenwicht zijnde helften, die veelal door een herhalingsteken gescheiden zijn. In de eerste helft wordt meestal van tonica naar dominant gemoduleerd, in de tweede helft wordt teruggemoduleerd naar de tonica. De tweede helft is hetzij een voortzetting, hetzij een variatie op de eerste helft, hetzij een contrasterend stuk, bijvoorbeeld bij ouvertures of preludia in suites.
De meeste dansen uit de suites in de Barok zijn in de 'forma bipartita' geschreven.
Uit de partitavorm ontstonden bij Domenico Scarlatti de eerste sonates. Door uitbreiding van het begin van de tweede helft ontwikkelde zich later uit de vorm de klassieke en weer later de romantische sonate.

## Voorbeelden
- de zes partita's voor klavecimbel van J.S. Bach
- de sonates en partita's voor viool van J.S. Bach
- de partita in a mineur voor fluit solo van J.S. Bach
- de partita van Witold Lutosławski (20e-eeuws)
- de partita van Krzysztof Penderecki (20e-eeuws)
- de partita van Mieczysław Weinberg (20e-eeuws)
- de partita van Heinz Holliger (20e-eeuws) voor piano en later een voor harp.
- de partita van Caroline Shaw (21e-eeuws)